# Limonicola lichanos
Limonicola lichanos är en tvåvingeart som beskrevs av Charles L. Hogue och Bedoya Ortiz 1989. Limonicola lichanos ingår i släktet Limonicola och familjen Blephariceridae.
Artens utbredningsområde är Colombia. Inga underarter finns listade i Catalogue of Life.